# Apotekshuset, Djurgårdsbrunn

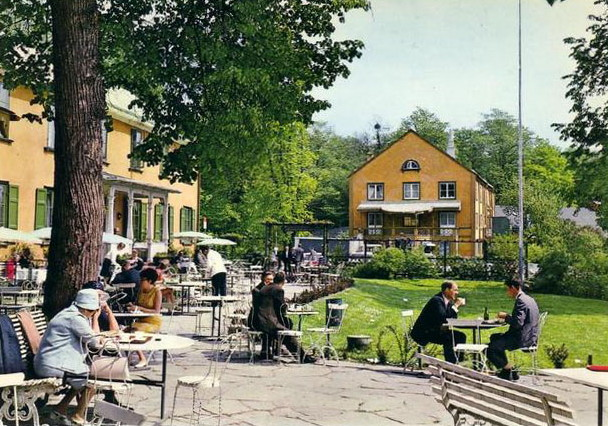
Djurgårdsbrunns värdshus med Apotekshuset i bakgrunden, 1960-tal.

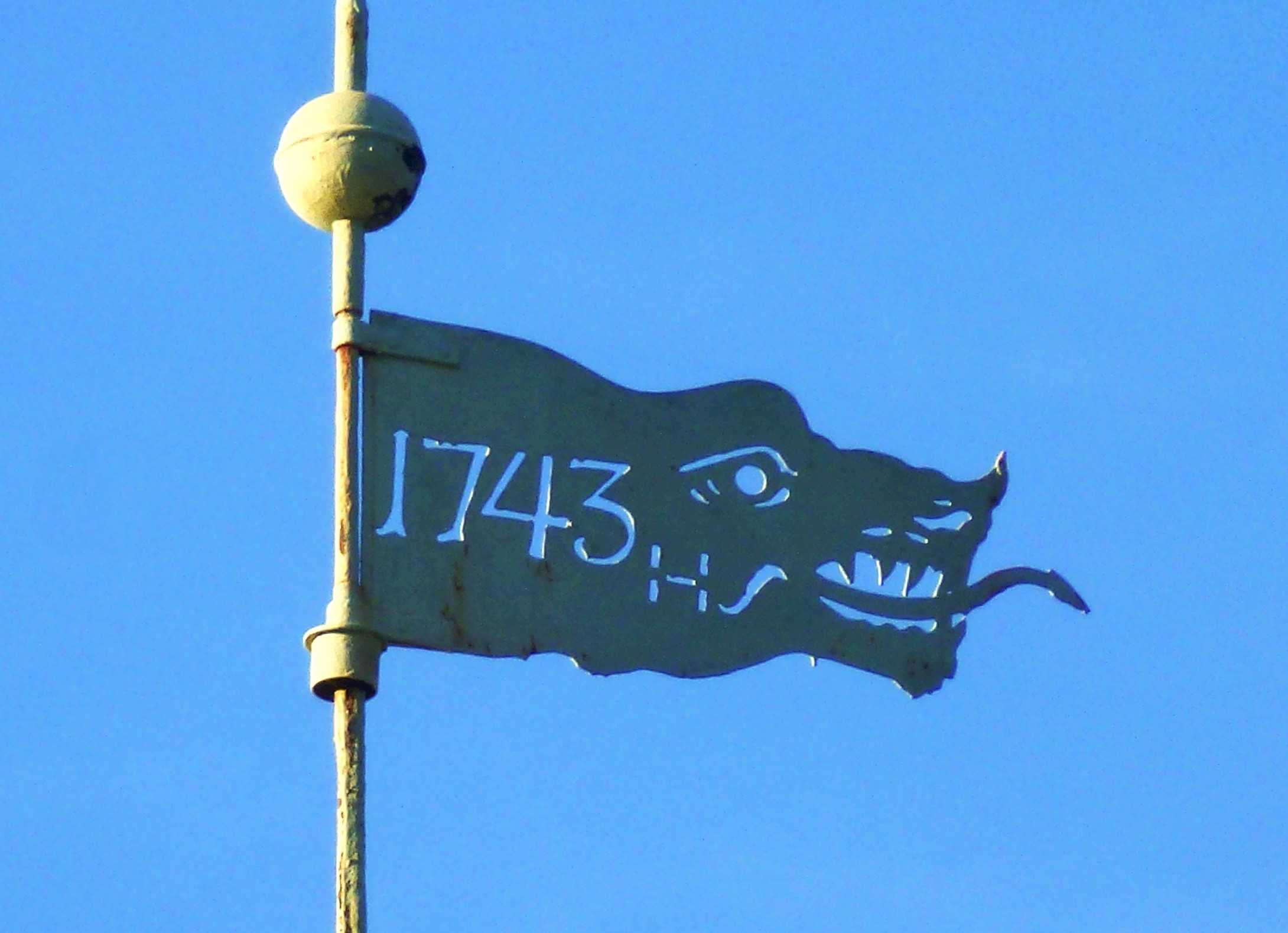
Husets vindflöjel "1743".

Apotekshuset är ett före detta apotek som ligger vid Djurgårdsbrunnsvägen 61-63 på Södra Djurgården i Stockholm. Byggnaden uppfördes 1743 och fick sitt nuvarande utseende på 1930-talet. I husets bottenvåning ligger sommarkaféet Apotekskiosken som även driver en liten fristående kiosk vid Djurgårdsbrunnsbron.

## Historik
Apotekshuset uppfördes år 1743 (enligt vindflöjeln) i samband med att Djurgårdsbrunn blev officiell hälsokälla. Då fick medicine doktor Herman Lithén den 5 juni 1742 privilegium att: ”vid hälsobrunnen å Kongl. Maj:ts Djurgård få till brunnsgästernas bekvämlighet samt dess egen och de övriga brunnsbetjäntes förnödenhet uppsätta några nödiga hus och byggnader, nämligen ett badhus, ett fattighus, ett hus för samtliga brunnsgästerna och ett för sin egen och brunnsbetjäningen samt även ett värdshus”. Förutom Apotekshuset, där Herman Lithén bodde uppfördes Djurgårdsbrunns värdshus, vars huvudbyggnad brann ner 1988. 
Apotekshuset fick sitt nuvarande utseende på 1930-talet. Idag finns sommarkaféet  Apotekskiosken i byggnaden.  Här serveras glass, smörgåsar, läsk och inte minst Erik Åkervalls delikatesskorv. Apotekskiosken driver under sommarmånaderna  även en liten fristående kiosk vid Djurgårdsbrunnsbron. Bakom (öster om) Apotekshuset ligger byggnaden för Stora kägelbanan från 1880-talet, där Judiska teatern hade sin fasta scen mellan 1995 och 2013.

## Bilder

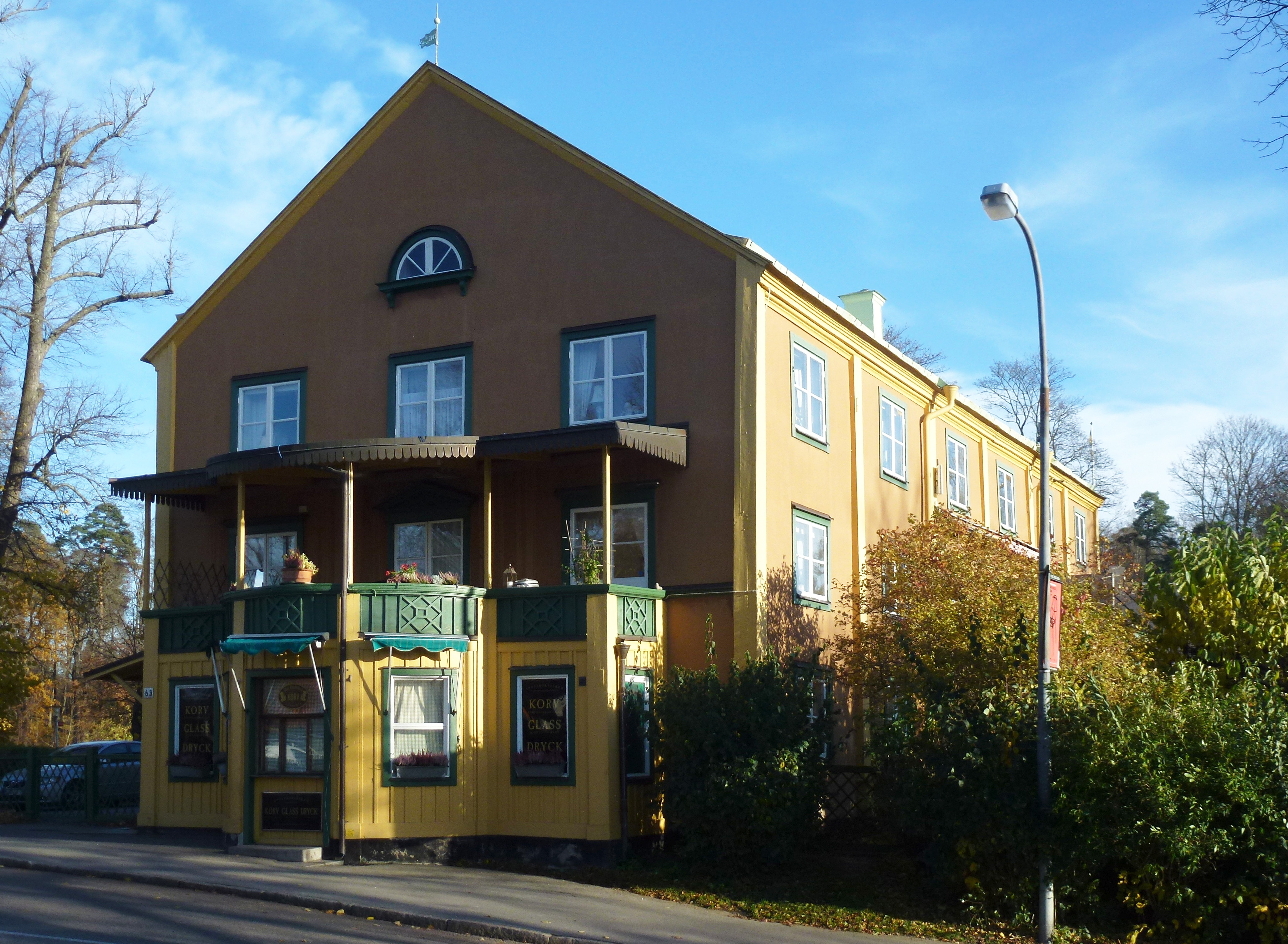
Apotekshuset i oktober 2014
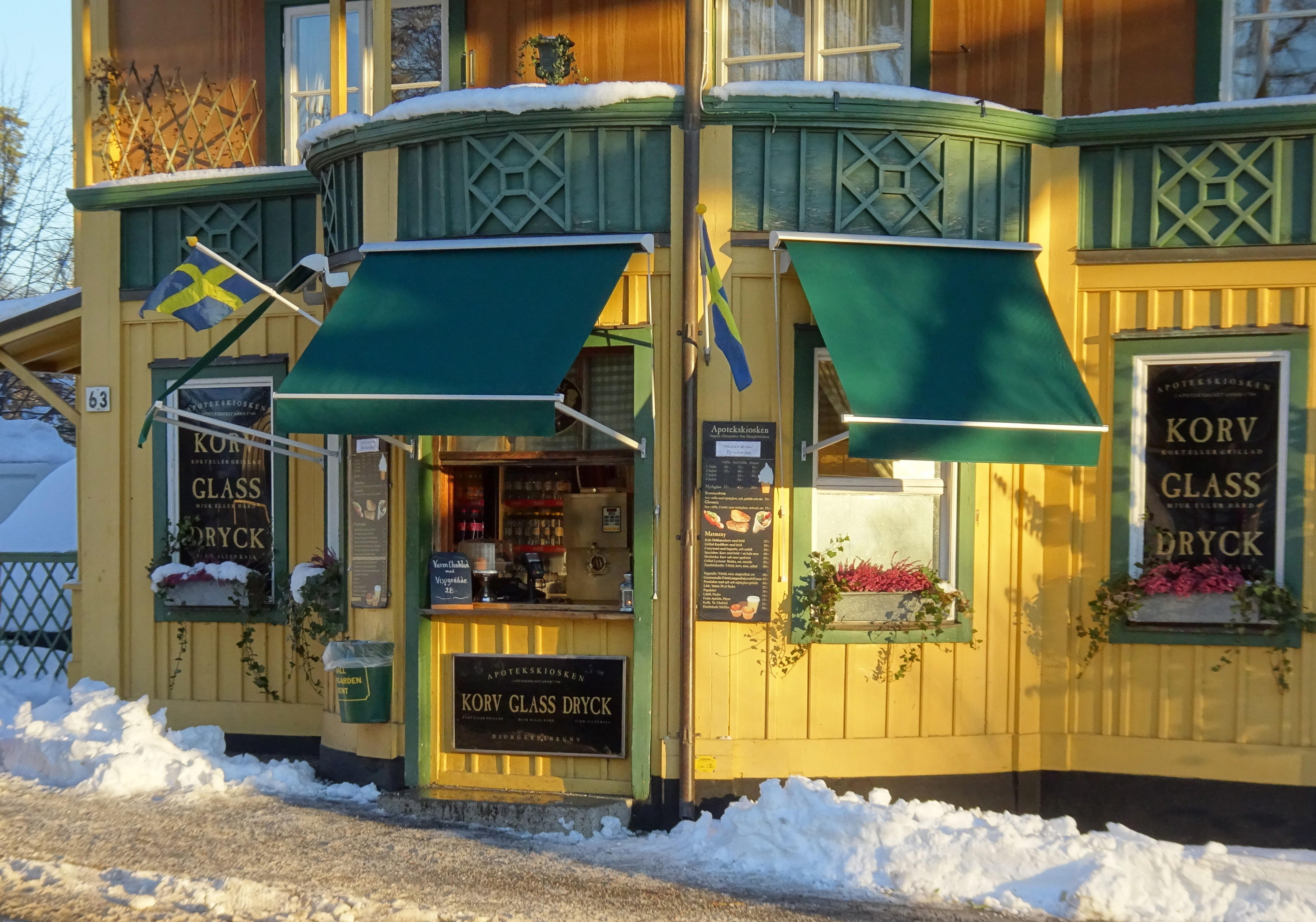
Apotekskioskens gatuförsäljning
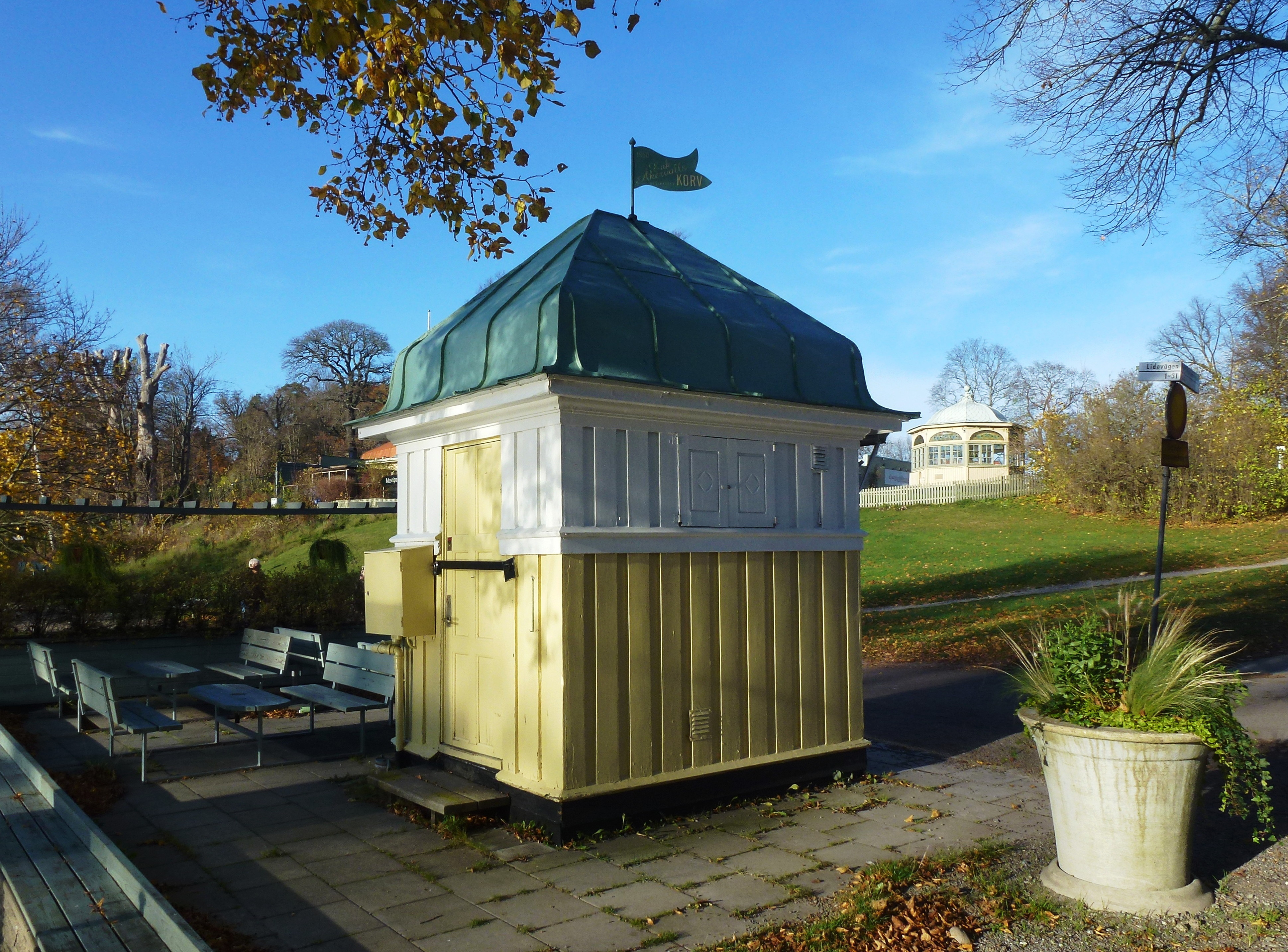
Kiosken vid Djurgårdsbrunnsbron
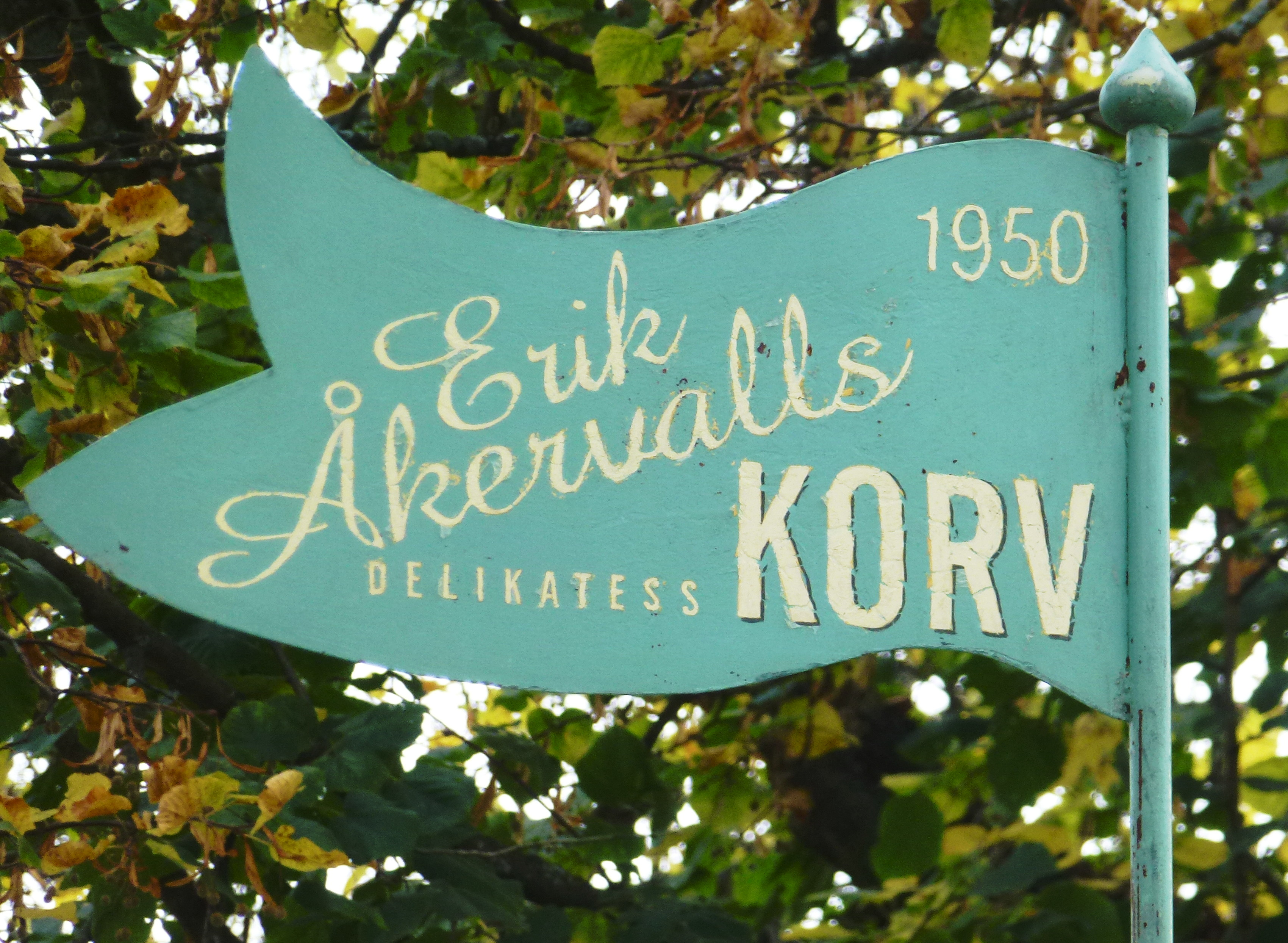
Erik Åkervalls delikatesskorv